# Sona
Sona é uma comuna italiana da região do Vêneto, província de Verona, com cerca de 14.269 habitantes. Estende-se por uma área de 41,14 km², tendo uma densidade populacional de 348 hab/km². Faz fronteira com Bussolengo, Castelnuovo del Garda, Sommacampagna, Valeggio sul Mincio, Verona.

## Demografia
| Variação demográfica do município entre 1861 e 2011                               |
|                                                                                   |
| Fonte: Istituto Nazionale di Statistica (ISTAT) - Elaboração gráfica da Wikipedia |